# Robert Proton de la Chapelle
Robert Proton de la Chapelle, né à Lyon le 27 septembre 1894 et mort le 30 septembre 1982 à Lyon, est un journaliste, écrivain, musicien, compositeur et homme politique français, très investi dans la vie culturelle lyonnaise dès les années 1930. 
Industriel, il est également vice-président et directeur artistique de la société philharmonique, président de l'Académie des Sciences, Belles-Lettres et Arts de Lyon et élu adjoint au maire aux Beaux-Arts sous Georges Villiers puis sous Louis Pradel. À l'origine de nombreuses mutations culturelles à Lyon, il a été nommé officier de la légion d'honneur, commandant dans l'ordre des Arts et Lettres et Commandeur dans l'Ordre National du Mérite.   

## Biographie
Né à Lyon le 27 septembre 1894 d'une famille originaire de Saint-Just-d'Avray, Robert Proton de la Chapelle passe son enfance à l'Institution salésienne Notre-Dame des Minimes où il développe très vite une passion pour la musique. Organiste auprès d'Édouard Commette, il le remplace dès l'âge de 16 ans sur l'orgue de la Cathédrale Saint Jean avant de s'engager volontairement dans l'armée en 1913. Il revient gazé de la  Première Guerre mondiale en 1919 et obtient deux citations militaires, dont la Croix de guerre. 
En 1921, il épouse Marie-Louise Deloule et s'associe avec son beau-père dans une entreprise de pompes hydrauliques, les Pompes Deloule. C'est le début de sa carrière industrielle. Parallèlement, il participe activement à la vie culturelle lyonnaise, en particulier la vie littéraire et musicale. Il publie de nombreuses critiques sous son nom de plume Robert de Fragny, notamment dans Le Nouvelliste, s'investit dans la société philharmonique de Lyon et s'engage politiquement comme adjoint au maire aux Beaux-Arts auprès de Georges Villiers et Louis Pradel. Il décède le 30 septembre 1982 à l'âge de 88 ans et est inhumé le 4 octobre 1982 au cimetière de Saint Just d'Avray. 

### Vie Industrielle
Marié à Marie-Louise Deloule, Robert Proton de la Chapelle est naturellement porté vers la gestion d'une entreprise de pompes hydrauliques. Mais il pousse plus loin ses ambitions professionnelles dans l'industrie lyonnaise. En 1932, il devient membre du conseil de direction de la Chambre Syndicale des Industriels Métallurgiques du Rhône puis Vice-Président. 
Dans les années 1950, il est Trésorier de la Chambre de Commerce de Lyon puis Président du Syndicat des Pompes de Paris (1956-1960). Il est enfin fondateur et Président en 1960 du Syndicat Européen des Pompes : Europump. 

### Vie musicale
Mélomane dès son plus jeune âge, Robert Proton de la Chapelle est un pianiste, organiste et clarinettiste amateur. Il compose une opérette et un opéra, Pourpre Impériale. Au-delà de ses créations personnelles, Robert Proton de la Chapelle s'engage surtout auprès de la société philharmonique de Lyon dont il devient président en 1953, à la mort de Jean Witkowski Il rompt avec la tradition et fait de la société un endroit où l'on invite des chefs extérieurs. C'est en 1969 et sous son impulsion que Lyon se dote d'un orchestre, l'OPRA: l'Orchestre Philharmonique Rhône-Alpes, avec Louis Frémaux comme chef permanent. La société philharmonique cesse alors d'organiser des concerts et n'assure que des missions de soutien pour l'orchestre. 
En 1949, accompagné par Charles Gantillon, Paul Camerlo et Ennemond Trillat, il crée un festival de musique classique dans les arènes gallo-romaines de Fourvière, le Festival de Lyon-Charbonnières, ancêtre des Nuits de Fourvière.

### Vie littéraire
Sous le pseudonyme Robert de Fragny, Robert Proton de la Chapelle est auteur de très nombreuses critiques culturelles (radio, théâtre, concert) publiées entre 1930 et 1980 dans différents journaux comme Le Nouvelliste ou L’Écho-Liberté. 
Il écrit également trois romans : Sur le chemin de Salzbourg, Ruisseau de Feuet Appassionata ainsi que deux biographies : une de Ninon Vallin et une de son ami Maurice Ravel. 
En 1953, Robert Proton de la Chapelle lance la revue littéraire Résonances, dont Régis Neyret assure la direction, et participe à l'organisation d'un concours de nouvelles qui voit récompenser des auteurs comme Françoise Sagan ou Bernard Pivot. 
Durant la Seconde Guerre mondiale, sous son pseudo Robert de Fragny, il écrit des articles dans la rubrique culturelle du journal antisémite, antimaçonnique, anti-résistant et proallemand Le Nouvelliste, journal condamné et interdit dès la Libération. 

### Vie politique
Robert Proton de la Chapelle commence en politique lorsque Georges Villiers lui propose en mai 1941 le poste d'adjoint aux Beaux-Arts pour la mairie de Lyon. Il travaille pendant quelques mois à la restructuration du théâtre des Célestins et de l'Opéra de Lyon, avant d'être limogé en décembre 1942 par les Allemands avec une grande partie du conseil municipal de l'époque. 
Il est partisan en juillet 1940 d’un renouveau politique, il évoque la nécessité d’un « ordre nouveau » visiblement très critique vis-à-vis de la Troisième République : 
« Ah ! Combien nous souhaitons que dans ce domaine des ondes comme dans tant d’autres s’instaure un ordre nouveau, ordre qui élève, exalte et chasse impitoyablement le favoritisme, la combinaison, les miasmes de la basse politique. La grande voix de notre patrie cette voix que nous retrouvons avec émotion aujourd’hui a le plus urgent besoin de cette renaissance afin que la pensée française puisse reconquérir sa véritable place et rayonne à travers le monde », écrit-il dans Le Nouvelliste daté du 6 juillet 1940.
Robert Proton de la Chapelle, ancien combattant de Verdun, est Maréchaliste : il croit en Pétain et en sa Révolution Nationale. Dans un article du Nouvelliste, de mars 1941, il écrit : « Le Maréchal parle comme il pense : avec clarté, avec cœur. Ah, comme nous aimons ce timbre calme, posé, aux inflexions paternelles, ce timbre sur lequel passe parfois un léger frisson qui n'est pas une défaillance, mais un accent de sensibilité contenue ! […] S'il est vrai que les résonances et la couleur d'une voix témoignent d'un état physique et moral : nous sommes parfaitement tranquilles : malgré un labeur écrasant, la vitalité du Maréchal reste intacte. Bien mieux, elle lui permet, en une journée extrêmement chargée, de tout voir, de tout entendre. […] Et puis voici le grand moment : l'appel aux morts, le serment de la Légion, les vagues d'enthousiasme d'une mer humaine qui secouent le micro et le font vibrer comme un mât de navire sous un bon vent d'espoir. De telles minutes ne confèrent-elles pas de nouvelles lettres de noblesse à la Radio d'aujourd'hui ? »
Homme de culture reconnu, il retrouve son poste au service des Beaux-Arts de la mairie en 1957, au moment de la mort d'Édouard Herriot. C'est le nouveau maire Louis Pradel qui lui propose de revenir au conseil municipal pour s'occuper de la vie culturelle de Lyon. Il y reste jusqu'à sa démission en 1977, à l'âge de 83 ans. Pendant cette période, il gère le déménagement et le développement du Conservatoire National de Musique et de Danse de Lyon, la construction de la bibliothèque de la Part Dieu, le Théâtre de 8e arrondissement (devenu ensuite la Maison de la Danse) et le musée Gallo-Romain de Fourvière. 
Il est à l'origine de la nomination d'abord controversée puis plébiscitée de Louis Erlo à la tête de l'Opéra de Lyon. Sa plus grande entreprise reste néanmoins la construction et la mise en place de l'Auditorium Maurice Ravel (nommé ainsi en hommage à son ami Ravel) créé spécialement pour accueillir les grands concerts de l'Orchestre National de Lyon et achevé en 1975. 
Organiste passionné, c'est d'ailleurs lui qui s'occupe de faire installer dans l'Auditorium un grand orgue, l'Orgue de l'Auditorium Maurice Ravel.

### Vie associative
Au-delà de ses nombreuses activités musicales, politiques et industrielles, Robert Proton de la Chapelle appartient également à deux grandes associations lyonnaises. En octobre 1942, il devient membre du Rotary Club de Lyon dans lequel il s'investit pleinement. Entre 1950 et 1951, il devient président de son Club et est élu président du comité de rédaction, notamment pour la revue "Servir". Il crée cette année-là le Centre Rotarien pour la Jeunesse. L'année suivante, il est Gouverneur du Rotary Club de Lyon, 171e district et change officiellement le nom de la revue en Rotarien Français, revue officielle de nos jours. 
En 1955, il obtient un siège à l'Académie des Sciences, Belles-Lettres et Arts de Lyon, où il participe à de nombreuses conférences. 18 ans plus tard, il en prend la présidence.

## Publications
Robert Proton de la Chapelle, sous le pseudonyme Robert de Fragny, est l'auteur d'un grand nombre d’œuvres
Musicales
- Jacky et Mado, conte musical pour enfants, 1933
- Rapsodie, Psaume pour soprano, chœur et orchestre, 1958
- Six Cylindres et un cœur, opérette, 1929 Cavalcade, opérette Opéra de Lyon en 1975.
- Pourpre impériale, opéra sur un livret d'Amable Audin, création mondiale a lieu au Théâtre antique dans le cadre du Festival de Lyon, juillet 1965

Ballets
- Clio, 1927
- Atterrissages, 1961

Romans
- Sur le chemin de Salzbourg, Édition Maison des Écrivains, 1939
- Ruisseau de Feu, Éditions CBC, Lyon, 1948
- Appassionata, Les presses du Palais Royal, 1976

Biographies
- Ravel, Éditions et impressions du Sud-Est, 1963
- Ninon Vallin princesse du chant, Imprimeries du Sud-Est, 1963

Mémoires
- 50 ans de vie culturelle à Lyon, SME, 1982